# Fauzi Alidra
Fauzi Alidra est un footballeur français, né le 6 août 1971 à Annecy en France, qui évolue au poste de milieu de terrain.

## Biographie
Fauzi Alidra dispute cinq matchs en première division française, et 186 matchs en deuxième division française, pour 19 buts inscrits.
Le 6 octobre 1993, il est l'auteur d'un doublé en Division 2 sur la pelouse du FC Istres, permettant à l'Olympique d'Alès d'arracher la victoire (2-3). Cette saison là, il inscrit sept buts en championnat. Le 11 octobre 1994, il récidive avec un nouveau doublé lors de la réception du Nîmes Olympique, permettant à Alès de s'imposer 2-0. Il marque cinq buts en championnat cette saison là.

## Palmarès
- Vice-champion de France de D2 en 1991 avec le Nîmes Olympique